# Шкрабало, Зденко
Зденко Шкрабало (хорв. Zdenko Škrabalo; 4 августа 1929, Сомбор, Королевство Югославия — 12 января 2014, Загреб, Хорватия) — югославский и хорватский учёный в области медицины, государственный деятель и дипломат, министр иностранных дел Хорватии (1992—1993).

## Биография
В 1953 г. окончил медицинский факультет Загребского университета, в 1962 г. получил докторскую степень.
В 1962—1963 гг. — продолжил своё образование в университетской клинике Гамбург-Эппендорф у Артура Жореса и Генрика Новаковского, специализируясю в области эндокринологии и диабетологии. С 1965 г. являлся ассистентом профессора на медицинском факультете Загребского университета, в 1976 г. становится ординарным профессором. Также работал в качестве консультанта Всемирной организации здравоохранения по программе сахарного диабета.
В 1992 г. был избран действительным членом Хорватской академии наук и искусств.
- 1992—1993 гг. — министр иностранных дел Хорватии. Его преемник на посту министра Мате Гранич ранее был его же заместители как директора института диабета и эндокринологии Университета Загреба,
- 1993—1995 гг. — посол Хорватии в Швейцарии и Лихтенштейне,
- 1996—2000 гг. — посол в Венгрии.